# Variante (filologia)

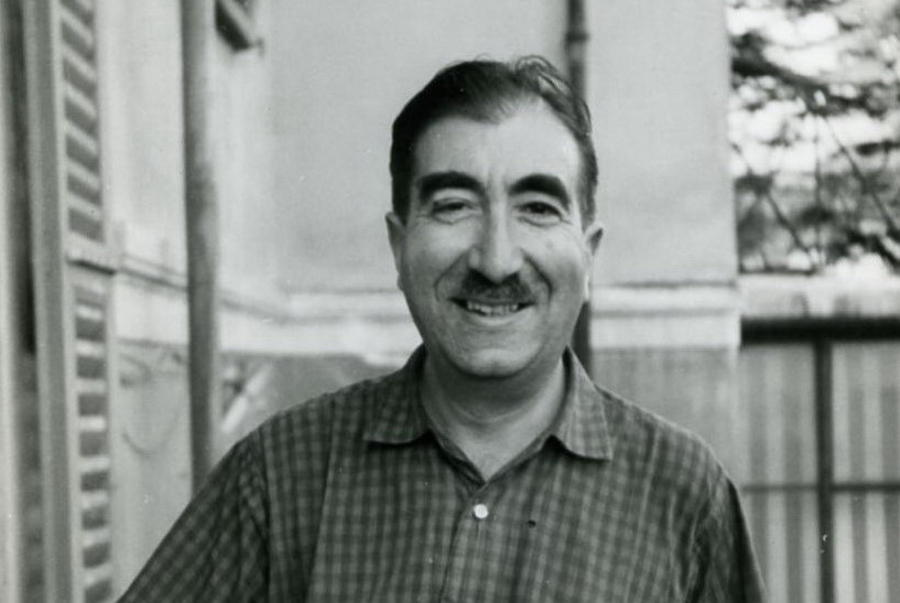
Gianfranco Contini, padre della variantistica

In filologia, per variante si intende una delle diverse lezioni alternative disponibili all’editore per costituire un'edizione critica, ritrovabili in manoscritti e stampe che, nel loro insieme, formano la tradizione del testo, non pregiudicandone il senso e la grammatica, ma avendo efficacia sulla qualità stilistica. La variante è dunque ciascuna di queste lezioni rispetto a una lezione di riferimento. Lo studio delle varianti d’autore è stato molto tenuto in considerazione nell'ambito della filologia moderna e contemporanea, dove ha dato luogo a una disciplina nota come variantistica, il cui iniziatore fu il filologo italiano Gianfranco Contini.

## Tipologie e qualità
Una variante si presenta come parole o frasi che testi di una stessa opera presentano in modo diverso e alternativo (si parla quindi, con espressione latina, di varia lectio). Tali varianti sono dovute a semplici errori di trascrizione (corruttèle) o interpolazioni dello scriba. In questo caso vengono dette di tradizione. Una classe speciale sono le varianti d’autore, introdotte dall’autore stesso nel suo testo in seguito a ripensamenti o rielaborazioni, durante la stesura dell’opera o in redazioni ed edizioni successive, dopo aver avuto oscillazioni ed esitazioni o aver apportato cambiamenti più o meno spontanei. In questo caso il filologo non deve procedere ad una scelta, ma valutare la possibilità di ricostruire, cercando di giustificare ed individuare le fasi note del processo, la storia del testo. Quando invece non possono essere riconducibili chiaramente all'autore o ai copisti e ai compositori, le varianti vengono dette adiafore ("indifferenti, neutre").
Oltre che per attribuzione, le varianti vengono anche distinte per come esse vengono riportate. Se le lezioni, differenti l’una
dall’altra, sono accettabili in base al contesto, esse possono essere:
- di forma, ovvero una stessa parola senza cambiamento di significato. Queste si dividono in due gruppi: di forma grafica (esempio sempre e senpre) e di forma fonetica o dialettale (amore e amuri);
- di sostanza, quando a cambiare è la parola, ma comunque dotata di significato nel contesto (ha fatto bene e ha agito bene oppure affari numerosi e molte faccende).[4]

Per poterle riconoscere, solitamente i filologi utilizzano lo schema dello stemma codicum.